# Karosa B 952
Karosa B 952 je model městského autobusu, který vyráběla Karosa Vysoké Mýto v letech 2002 až 2006, od roku 2003 ale pouze v inovované verzi B 952E. Vůz B 952 je nástupcem typu B 932.

## Konstrukce
Konstrukčně je autobus B 952 shodný s modelem B 951. Jedná se o dvounápravový autobus s polosamonosnou karoserií. Ta byla sestavena do základního skeletu, poté prošla kataforetickou lázní, olakováním a oplechováním. Teprve poté jsou do vozu montovány další díly. Motor a mechanická převodovka (jediná součástka, která odlišuje B 952 od B 951 s automatickou převodovkou) jsou umístěny za zadní nápravou od firmy Meritor. Přední, tuhou nápravu vyrobila společnost Škoda. Přední i zadní čelo vozu vychází z typu B 932, zadní je však upraveno jakoby useknutím vyboulené části. Díky tomu mohl být prodloužen interiér vozu. Pro cestující jsou určeny čalouněné plastové sedačky; místo pro kočárek se nachází u středních dveří. V pravé bočnici jsou umístěny troje dvoukřídlé výklopné dveře, ty přední jsou užší než druhé a třetí.
Od roku 2003 byly vozy B 952 vyráběny v upravené variantě označené jako B 952E. Ty se od původních vozů odlišují mírně modifikovanou přední maskou a také lepenými okny namísto skel uchycených v gumě.

## Výroba a provoz
Výroba vozu B 952 probíhala v od roku 2002 do konce roku 2006, od října 2003 ale pouze ve verzi B 952E. Celkem bylo vyrobeno 319 kusů autobusů B 952 a B 952E.
Model B 952 spolu s typem B 951 nahradil ve výrobě i v dodávkách pro české i slovenské dopravní podniky autobusy B 931 a B 932. Oba typy tak jezdily v mnoha městských autobusových provozech. Díky mechanické převodovce může být B 952 provozován i na příměstských linkách. V Česku tyto autobusy našly uplatnění spíše v menších městech, nicméně se dostaly například i do některých krajských. V Olomouci byly poslední vozy odstaveny v květnu 2017 a jediný vůz v Ústí nad Labem byl naposledy vypraven do provozu s cestujícími 25. prosince 2017. Na konci srpna 2019 dojezdily poslední autobusy B 952E v Ostravě. V dubnu 2020 bylo tyto vozy možné potkat například v Jihlavě, kde však byly vedeny jako záložní. V Kladně skončil městský provoz B 952E v létě 2020, následně se objevily v regionální dopravě, kde však dojezdily koncem roku 2020. V Uherském Hradišti měl dopravce do listopadu 2020 dvě vozidla Karosa B 952 sloužící jako záloha. V Karlových Varech zůstal jako záložní jeden vůz B 952E, který byl sporadicky vypravován jako poslední svého typu na pravidelné linky MHD v Česku, od konce roku 2023 ale zůstal dlouhodobě odstaven. Na Slovensku stále jezdí na městských linkách v Banské Bystrici a Považské Bystrici.

## Podtypy
- Karosa B 952.1712, B 952E.1712 – převodovka Praga, pouze motorová brzda
- Karosa B 952.1714, B 952E.1714 – převodovka Praga, motorová brzda i retardér
- Karosa B 952E.1716 – převodovka ZF, pouze motorová brzda
- Karosa B 952.1718, B 952E.1718 – převodovka ZF, motorová brzda i retardér

## Historické vozy
- DP Ostrava (vůz ev. č. 6563)
- soukromá osoba (ex Ostrava ev. č. 6561)
- soukromá osoba (vůz ex ČAD Blansko)
- soukromá osoba (vůz ex BORS Břeclav)
- Peter Bodiš (vůz ex ČAS Znojmo, Arriva Trnava)